# 拉夫·J·希瑟龙
拉夫·J·希瑟龙（英語：Ralph John Cicerone，1943年5月2日—2016年11月5日）是一位美国大气科学家，曾任加利福尼亞大學爾灣分校校监和美国国家科学院主席。